# 山岡景猶
山岡 景猶（やまおか かげなお）は、戦国時代から安土桃山時代にかけての武将。

## 生涯
山岡景之の三男として誕生。六角氏、足利義輝に仕えたが、当初は近江国志賀郡の園城寺（三井寺）に属す僧籍の身分であり、永禄10年（1567年）4月から8月まで尾張国に滞在し、里村紹巴と交流した記録（『富士見道記』）があり、六角氏の影響下にありながらも、織田氏領内への交流が認められていた様である。織田信長が上洛して勢力を拡大するとその家臣である明智光秀に属した。
元亀元年（1570年）に近江国内において2050石を与えられ（『寛政重修諸家譜』）、元亀2年（1571年）の比叡山焼き討ちでは、信長は三井寺山内の景猶の屋敷より指揮した。元亀3年（1572年）には、光秀の指揮下で湖上から堅田衆と共に、琵琶湖周辺で起こった一揆に対して攻撃をしている（『信長公記』）。
元亀4年（1573年）7月3日、足利義昭が信長に対して挙兵すると、景猶は義昭の誘いを拒絶して、填島城攻めで戦功を挙げた。天正元年8月には朝倉氏攻めにも参加。天正10年（1582年）6月、本能寺の変で信長が死去して羽柴秀吉（豊臣秀吉）が台頭すると、兄と共に秀吉に属したものの、柴田勝家に内通したとの嫌疑をかけられ、賤ヶ岳の戦いの後、兄と共に改易された。後に加藤清正に仕えて天正16年（1588年）の清正の肥後国入国の際に起こった天草一揆の鎮圧で武功を挙げた。秀吉死後は徳川家康に接近し、家康の次男・結城秀康に仕えた。
慶長4年（1599年）に死去。